# Łubianka (rejon świsłocki)
Łubianka (biał. Лубянка, Łubianka; ros. Лубянка, Łubianka) – wieś na Białorusi, w obwodzie grodzieńskim, w rejonie świsłockim, w sielsowiecie Chaniewicze.
Łubianka graniczy z Parkiem Narodowym „Puszcza Białowieska”.

## Historia
Dawniej majątek ziemski (folwark). W XIX i w początkach XX w. położona była w Rosji, w guberni grodzieńskiej, w powiecie wołkowyskim, w gminie Łysków. Należała do Hundiusów.
W dwudziestoleciu międzywojennym leżała w Polsce, w województwie białostockim, w powiecie wołkowyskim, w gminie Łysków. W 1921 miejscowość liczyła 11 mieszkańców, zamieszkałych w 2 budynkach, wyłącznie Polaków. 8 mieszkańców było wyznania prawosławnego i 3 rzymskokatolickiego.
Po II wojnie światowej w granicach Związku Sowieckiego. Od 1991 w niepodległej Białorusi.